# Maggini Dumas
La Maggini Dumas, o Tenore Dumas, è una viola costruita intorno al 1600 da Giovanni Paolo Maggini a Brescia. Prende il nome dai fratelli Dumas, nobili musicisti dilettanti che hanno posseduto lo strumento.

## Caratteristiche
La Dumas è uno degli esemplari più significativi della produzione di viole di Maggini. È conservata in buone condizioni e non è stata ridimensionata, anche se il riccio è ritenuto non originale da alcuni critici, tra cui gli Hill. La viola è stata realizzata come parte di un quartetto (insieme a un violino, un violoncello e un contrabbasso) per i fratelli Dumas, amici di Beethoven e proprietari di un castello nei dintorni di Lione. Lo strumento si inserisce nel secondo periodo della produzione di Maggini, ha una bombatura accentuata che parte direttamente dalla filettatura (che è doppia), la vernice è ben conservata, di colore marrone dorato ricca di riflessi. Le ƒƒ sono collocate proporzionalmente più in alto rispetto ai violini, sono corte e larghe, con gli occhielli superiori più ampi. I legni impiegati sono di eccellente qualità, il fondo è realizzato in due pezzi. La catena è stata sostituita in epoca moderna, così come alcuni zocchetti.
La Dumas è considerata l'apice della produzione di viole di Maggini e la sua qualità non è inferiore alla migliore produzione dei più grandi liutai dell'epoca e precedenti. Per alcuni aspetti tecnici, può essere considerata uno strumento "avanti" rispetto al suo tempo e anticipa alcune caratteristiche del modello long Strad.